# Іспанська імперія

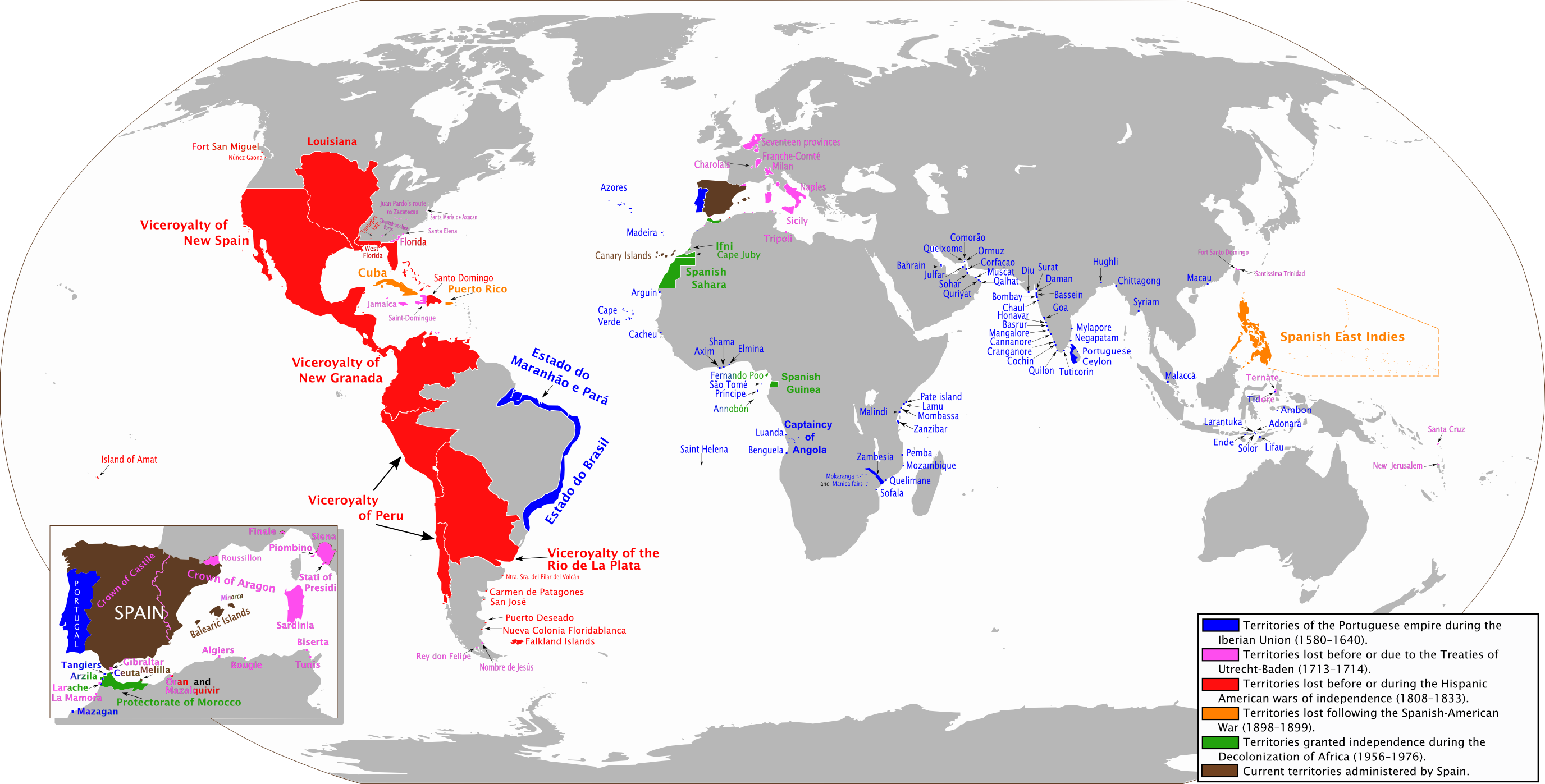
Землі, що колись належали Іспанській імперії
Терени Португальської імперії під час Іберійської унії (1581-1640).
Землі втрачені через договори Утрехт - Баден (1713-1714).
Землі втрачені до або під час іберо-американських війни за незалежність
Землі втрачені через Іспансько-американської війну (1898–1899).
Землі втрачені під час Деколонізації Африки (1956–1976).
Землі теперішньої Іспанії

Іспанська імперія (ісп. Imperio Español), іноді вживаються назви Іспанська монархія (іспанська Monarquía Hispánica) або Католицька монархія (іспанська Monarquía Católica), була колоніальною імперією, яка існувала між 1492 і 1898. Складалася з територій і колоній, підконтрольних Іспанії в Європі, Північній і Південній Америці, Африці, Азії і Океанії. На піку своєї могутності була однією з найбільших імперій у світовій історії. Цей період припав на час Доби великих географічних відкриттів. Іспанська імперія стала однією з перших глобальних імперій. Вона існувала з XV століття до отримання незалежності її африканськими володіннями у другій половині ХХ століття. Іспанія утворилася наприкінці 1480-х у єдину монархію від шлюбу католицьких королів (ісп. los Reyes Catolicos): королеви Кастилії Ізабели і короля Арагону Фернандо. Правління було окремим, але внутрішня і зовнішня політика була скоординованою. У 1492 році вони завершили Реконкісту Іберійського півострова після Гранадської битви проти ісламських маврів. Приєднання Гранади до королівства Кастилії і Арагону завершило об'єднання Іспанії. У тому ж році Христофор Колумб очолив іспанську дослідницьку експедицію на захід через Атлантичний океан, що призвело до відкриття Америки і початку колонізації Нового Світу.
У XVI столітті іспанці заселили острови Карибського басейну, і конкістадори незабаром повалили місцеві імперії  ацтеків і інків на материковій частині Північної та Південної Америки. Пізніше експедиції заснували імперію, яка простягалася від сучасної Канади в Північній Америці до південного краю Південної Америки, включаючи Фолклендські (Мальвінські) острови. Іспанська навколосвітня експедиція  на чолі з Фернаном Магелланом стартувала 1519 року і була завершена 1522 рокуХуаном Себастьян Елькано, який вперше дослідив західний маршрут до Азії, а також землі Далекого Сходу, Гуам, Філіппіни та прилеглі острови. Під час Золотої доби Іспанська імперія мала у своєму складі Нідерланди, Люксембург, Бельгію, більшу частину Італії, частину Німеччини, частину Франції, території в Африці, Азії і Океанії, а також значні площі в Північній і Південній Америці.
Наприкінці XVI і на початку XVII століть морські експедиції в пошуках Terra Australis відкрили острови Піткерн, Маркізькі, Тувалу, Вануату, Соломонові острови і Нової Гвінеї в південній частині Тихого океану, які були оголошені володіннями іспанської корони, але не були приєднанні. Деякі з європейських володінь було втрачено Іспанією через війну за іспанську спадщину в 1713 році, але Іспанія зберегла свої колонії поза Європою. 1741 року через перемогу над Англією в Картахенській битві у сучасній Колумбії іспанська гегемонія в Америці була продовжена до 19-го століття. Наприкінці 18 століття іспанські експедиції на північному заході Тихого океану досягли Канади і Аляски, в результаті було засновано поселення на острові Ванкувер і відкрито декілька архіпелагів і льодовиків.
Французька окупація Іспанії в 1808 на чолі з Наполеоном І тимчасово відрізало її від американських колоній, і ріст рухів за незалежність 1810—1825 призвів до створення низки нових незалежних іберо-американських республік в Південній та Центральній Америці. Куба, Пуерто-Рико й Іспанська Ост-Індія продовжували залишатися під іспанським контролем до кінця 19 століття, коли велика частина цих територій була приєднана до США після іспансько-американської війни. Решту островів у Тихому океані було продано Німеччині в 1899 році.
До початку 20 століття у Іспанії залишилися тільки залежні володіння в Африці, а саме Іспанська Гвінея, Іспанська Сахара і Іспанське Марокко. Іспанія надала незалежність Марокко в 1956, Екваторіальній Гвінеї в 1968. Коли Іспанія відмовилася від Іспанської Сахари в 1976, колонія була анексована Марокко і Мавританією спочатку і повністю Марокко в 1980 році, хоча згідно з рішеннями Організації Об'єднаних Націй Західна Сахара все ще технічно знаходиться під іспанською адміністрацією. Сьогодні Канарські острови і два анклави на півночі африканського узбережжя, Сеута і Мелілья, є адміністративними підрозділами Іспанії.

## Визначення

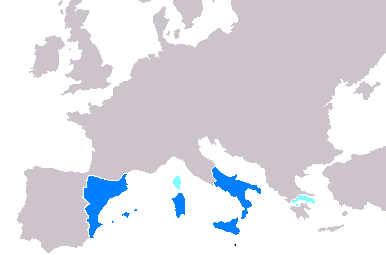
Арагонська імперія у розквіті, 1380-і.

Землі Піренейського півострова було заведено називати Гіспанія з римських часів, вони складалися з чотирьох областей: Кастилія, Арагон, Наварра і Португалія. Королівство Португалія було створено в 1139, три інші володіння об'єдналися і утворили сьогоденну Іспанію, але, як і раніше, мають свої власні адміністрації.
Іспанська імперія включала іспанські заморські колонії в Південній Америці, Азії, Океанії та Африці, але існують деякі суперечки, як рахувати європейські землі. Наприклад, Республіка Об'єднаних провінцій або Габсбурзькі Нідерланди були частиною володінь короля Іспанії, керувалися іспанськими чиновниками і захищалися іспанськими військами. Проте деякі історики, зокрема Генрі Камен ,стверджують, що ці території не були повністю інтегровані в іспанську державу, а замість цього є частиною ширших володінь Габсбургів. Деякі історики використовують терміни «Габсбурзький» й «Іспанський» майже синонімічно, коли йдеться про династичне успадкування Карла V або Філіпа II.
Крім того, немає певності, як розглядати Неаполітанське королівство в 18 столітті, коли воно було у династичному і військовому союзі з Іспанією, хоча залишилася окремою конституційною державою.
Крім того, важко визначитись з «династичною унією» у 1580—1640, вчені стверджують, що Португальська імперія зберегла власну адміністрацію й юрисдикцію над своєю територією, як і інші королівства і області під владою Іспанських Габсбургів. Але деякі історики стверджують, що в той час Португалія була королівством у складі Іспанської монархії; інші історики намагаються провести чітку межу між Португальською та Іспанською імперіями.

## Створення (1402—1521)
1402 року, за часів правління Генріха III,  Кастилія почала колонізувати Канарські острови за дорученням феодальної угоди норманським дворянином Жан де Бетанкуром. Завоювання Канарських островів, населених гуанчами, було завершено, коли війська Кастильської корони в довгих і кривавих війнах захопили 0острови Гран-Канарія (1478—1483), Ла-Пальма (1492—1493) і Тенерифе (1494—1496).
Після шлюбу католицьких королів (ісп. los Reyes Catolicos): королеви Кастилії і короля Арагона було створено конфедерацію, кожен суб'єкт якої мав свою власну адміністрацію, але внутрішня і зовнішня політика була скоординованою.
У 1492 році Іспанія вигнала останнього мавританського керманича Гранади. Після своєї перемоги католицькі монархи доручили Христофору Колумбу, генуезькому мореплавцю, досягти Японії, пливучи на захід. Але азійського берегу досягти не вдалося через те, що на шляху був величезний суходіл — Колумб «ненавмисно» відкрив Америку, відкриваючи шлях іспанській колонізації континенту. Вест-Індія була зарезервована для Кастилії.
Претензії Іспанії на ці землі було затверджено у Inter caetera папській буллі від 1493 року і Тордесільяським договором від 1494, за якими світ було розділено на дві півкулі між іспанськими та португальськими претензіями. Ці дії дали Іспанії ексклюзивні права на створення колоній у Новому Світі від Аляски до мису Горн (крім Бразилії), а також у східній частині Азії. Іспанська імперія була створена через швидке розширення колоній в Новому Світі, й Африці: Кастилія захопила Мелілью в 1497, Мерс-ель-Кебір в 1505 і сусідній Оран в 1509.
Між тим, католицькими королями була розроблена шлюбна політика, спрямована на ізоляцію їхнього традиційного ворога —  Франції. Діти монархів одружувалися зі спадкоємцями Португалії, Англії та Габсбургами. Дотримуючись тієї ж стратегії, католицькі монархи вирішили підтримати Арагонську династію з Неаполя проти Карла VIII в італійських війнах з 1494. Як король Арагона, Фердинанд був залучений у боротьбу проти Франції і Венеції за контроль над Італією; ці конфлікти стали центром зовнішньої політики Фердинанда. У цих боях була встановлена перевага іспанської терції на європейських полях битв, сили королів Іспанії отримали репутацію непереможності, яка тривала до середини 17 століття.
Після смерті королеви Ізабелли Фердинанд як єдиний монарх Іспанії зайняв агресивнішу політику, ніж як чоловік Ізабелли, розширивши сфери впливу Іспанії в Італії і спрямовану проти Франції. Спочатку під владою Фердинанда іспанські війська взяли участь у Війні Камбрейської ліги проти Венеції, де іспанські солдати воювали разом зі своїми французькими союзниками в Битві при Аньяделло (1509). Тільки через рік Фердинанд взяв участь у Святій Лізі проти Франції, побачивши шанси на отримання Мілану , на який він мав династичні претензії, і Наварри. Війна мала менший успіх, ніж проти Венеції, і в 1516 році Франція погодилася на перемир'я, за яким Мілан залишився під її контролем, і визнавала іспанський контроль над Верхньою Наваррою.
Після заселення Гаїті, яке було успішно завершено на початку 16 століття, колоністи почали пошук інших місць, щоб заснувати нові поселення. Звідти Хуан Понсе де Леон завоював Пуерто-Рико, а Дієго Веласкес захопив Кубу. Першим поселенням на материку став Дар'єн в Панамі, заснований Васко Нуньєс де Бальбоа в 1512. У 1513 Бальбоа перетнув Панамський перешийок і очолив першу європейську експедицію вздовж західного узбережжя Нового Світу. Також Бальбоа приєднав узбережжя Тихого океану до іспанської корони.
Прибережні села і міста Іспанії, Італії і середземноморські острови часто атакували берберські пірати з Північної Африки; Форментеру навіть тимчасово залишили мешканці, й іспанське та італійське узбережжя були майже повністю залишені населенням. Найвідомішим корсаром був турецький «Барбаросса». За словами Роберта Девіса 1 млн — 1,25 млн європейців були захоплені піратами Північної Африки і продані як раби у Північній Африці і Османській імперії у 16 — 19 століттях.

## Імперія, над якою сонце ніколи не заходить: Золота доба (1521—1643)
16 і 17 століття іноді називають «Золота доба Іспанії» (ісп. Siglo de Oro). У результаті шлюбної політики католицьких королів їхній онук Карл успадкував Кастильську імперію в Америці, Арагонську імперію в Середземномор'ї (у тому числі велику частину сучасної Італії), а також корону Священної Римської імперії і Нідерланди, Франш-Конте і Австрію (вона разом з іншими спадковими землями Габсбургів майже відразу ж перейшла до Фердинанда, брата імператора). Після поразки повстання Комунерос Карл став наймогутнішою людиною в Європі. Він часто говорив у цей час, що Іспанія була імперією, над якою сонце ніколи не заходить.
Кастильська імперія за кордоном мала ускладнення. Вона стимулювала торгівлю і промисловість, але торговельні можливості були обмежені. Стан почав змінюватися в 1520-ті роки після початку великомасштабного видобутку срібла з багатих родовищ Мексики Гуанахуато, а також відкриття срібних рудників  Сакатекас у Мексиці і  Потосі у Болівії 1546 року. У 16-му столітті Іспанія отримала прибуток, еквівалентний US $ 1500 млрд, у золоті і сріблі від Нової Іспанії. У кінцевому підсумку цей імпорт призвів до переспрямування інвестицій від інших форм промисловості і сприяв інфляції в Іспанії в останні десятиліття 16 століття. Переважний імпорт срібла врешті-решт зробив Іспанію надмірно залежною від іноземних джерел сировини і промислових товарів.
Багато людей воліли вкладати свої гроші в державний борг (Juros), який було вкладено у видобуток срібла, а не у виробництво готових виробів та покращення сільського господарства. Срібло і золото, оборот яких сприяв економічній та соціальної революції в Нідерландах, Франції, Англії та інших частинах Європи, допомогли задушити їх в Іспанії.
Габсбурги мали декілька політичних цілей:
- Доступ до ресурсів Америки (золото, срібло, цукор) та продуктів з Азії (порцеляна, прянощі, шовк)
- Підрив влади Франції
- Підтримання гегемонії католицьких Габсбургів у Німеччині, захист католицизму від протестантської Реформації. Карл намагався придушити Реформацію Вормським едиктом, але Мартін Лютер відмовився відректися від єресі. Проте, в благочесті Карл не міг зупинити свої війська від грабежу Святого Престолу.
- Захист Європи від ісламу, зокрема Османської імперії.

### Завоювання інків і ацтеків, відкриття Ост-Індії (1519—1541)
Після Колумба іспанську колонізацію Америки очолили конкістадори. Іспанські війська, крім переваги у озброєнні і наявності кінноти, експлуатували суперництво між конкуруючими тубільними народами, племенами, деякі з яких були готові піти на союз з іспанцями, щоб перемогти своїх могутніших ворогів, таких як ацтеків або інків — тактика, яка буде широко використовувана пізніше європейськими колоніальними державами. Іспанське завоювання сприяло також поширенню хвороб (наприклад, віспа), що були поширені в Європі, але ніколи не існували в Новому Світі; індіанці не мали до них імунітету, що призвело до зниження чисельності корінного населення Америки.
Через брак робочої сили на плантаціях і на громадських роботах було розпочато Трансатлантичну работоргівлю.
Індіанські закони, як підсумок Бургосських законів 1512—1513, були першою кодифікацію законів, що регулювали поведінку іспанських переселенців в Південній Америці, особливо їхні стосунки з індіанцями. Вони заборонили жорстоке поводження з тубільцями і схвалили навернення індіанців в католицизм. Після їхнього скасування на зміну їм прийшли Нові Закони (1542).
Одним з найдосвідченіших конкістадорів був Ернан Кортес, який на чолі відносно невеликого іспанського війська, але з місцевими перекладачами і за вирішальної підтримки тисяч тубільців, досяг іспанського завоювання імперії ацтеків у кампаніях 1519-21. Ці землі згодом стали віце-королівством Нова Іспанія, сьогоденна Мексика. Не менш важливе значення має іспанське завоювання інків Франсиско Пісарро, результатом якого стало утворення віце-королівством Перу. Після завоювання Мексики чутки про золоті міста (Квівайра і Сібола в Північній Америці і Ельдорадо в Південній Америці) спонукали до спорядження низки інших експедицій. Багато з тих, хто повернувся, не знайшли своєї мети або знайшли її набагато менш цінною, ніж сподівалися. Справді, колонії Нового Світу почали приносити істотну частину доходів корони тільки зі створенням таких міст, як і Потосі (Болівія) і Сакатекас (Мексика), заснованих 1546 року. До кінця 16 століття срібло з Америки становило одну п'яту від загального бюджету Іспанії. У 16 столітті близько 240,000 європейців досягло американських портів.
Португалець Фердинанд Магеллан помер під час експедиції на Філіппінах під час спроби обігнути земну кулю в 1522 році. Хуан Себастьян Елькано успішно завершив експедицію.
Між тим, в Європі Франциск I король Франції в оточенні територій Габсбургів, вторгся в іспанські володіння в Італії у 1521 і розпочав другу війну франко-іспанського конфлікту. Війна була катастрофічною для Франції, яка зазнала поразки в битві при Бікокке (1522), битва при Павії (1525, під час якої Франциск був узятий в полон) і битві при Ландріано (1529), після чого Мілан було знову повернуто до Іспанії.
Король Карл V (імператор Священної Римської імперії) здобув перемогу в битві при Павії в 152, оці і здшиивував багатьох італійців і німців, і викликав побоювання, що Карл прагнутиме отримати дедалі більше влади. Папа Климент VII перейшов на інший бік і тепер об'єднав зусилля з Францією й італійськими державами проти Габсбургів. 152 року, Карл висловив обурення папі за втручання в те, що він розглядає як чисто світські справи, і розграбував Рим, цього було досить, щоб Климент, і наступні папи, були обачнішими у своїх відносинах зі світською владою. Іспанія була ефективним заступником католицької церкви і Карл був коронований як король Італії (Ломбардії) в обмін на іспанське втручання у поваленні бунтівної Флорентійської республіки.
Далі іспанські поселення були поступово створені в Новому Світі: Нова Гранада в 1530 (пізніше віце-королівство Нова Гранада в 1717 — сьогоденна Колумбія), Ліма в 1535, як столиця віце-королівства Перу, Буенос-Айрес в 1536 (пізніше віце-королівство Ріо-де-ла-Плата в 1776), і Сантьяго в 1541 році.

### Нові закони й Аугсбурзький мир (1542—1555)

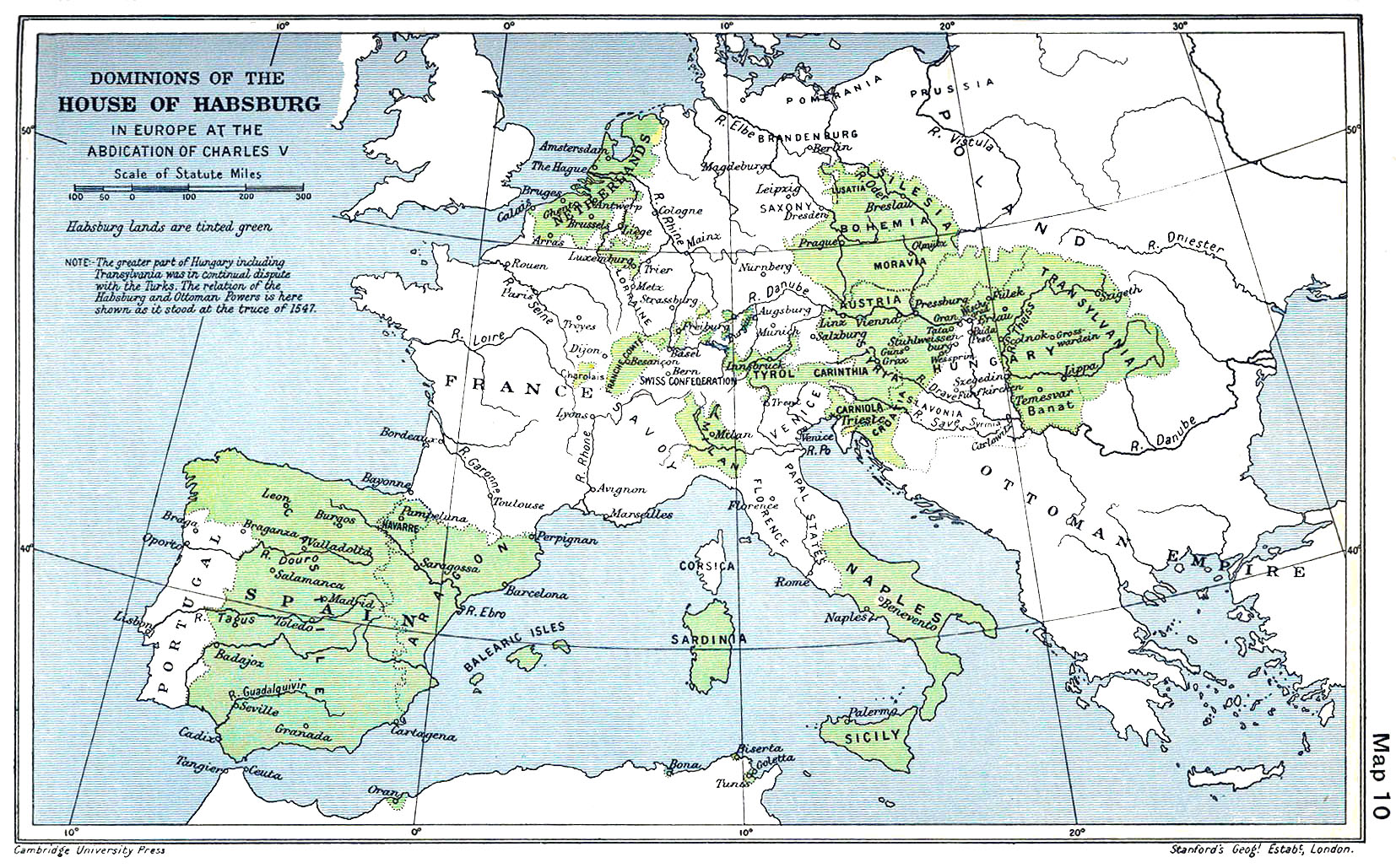
Зеленим показано Габсбурзькі землі в Європі на 1556

Іспанія прийняла деякі закони щодо захисту корінних народів у своїх американських колоніях, перший закон датований 1542 роком; правові норми лежать в основі сучасного міжнародного права. Користуючись віддаленістю, європейські колоністи повстали, побачивши скорочення своєї влади, домагаючись часткового скасування цих нових законів. Пізніше слабші закони були введені для захисту корінних народів, але звіти показують, що їхній вплив був обмежений. Встановлення енком'єнди розширило використовування праці індіанців.
У 1543 король Франції Франциск I оголосив про свій безпрецедентний альянс з османським султаном Сулейманом Пишним окупувавши Ніццу у взаємодії з військами Османської імперії. Генріх VIII Англійський, який мав претензії до французького імператора, що стояв на шляху його розлучення, разом з Карлом вторглися у Францію. Хоча іспанська армія зазнала поразки в битві при Черезоле в Савої, французи були не в змозі серйозно загрожувати іспанському Мілану, в той же час зазнали поразки на півночі від військ Генріха, таким чином, змушені приймати невигідні умови. Австрійці на чолі з молодшим братом Карла Фердинандом продовжували воювати з османами на Сході. У Карла лишилася велика проблема — Шмалькальденський союз.
Ліга об'єднала зусилля Франції і Німеччини, намагання підірвати лігу були відкинуті. Поразка Франциска в 1544 призвела до втрати союзу з протестантами, і Карл скористався можливістю. Спочатку він спробував шлях переговорів на Тридентському соборі у 1545 році, але керівництво протестантів, відчуваючи силу позиції, зайняту католиками на соборі, вступили у війну на чолі з саксонським курфюрстом Морицем. У відповідь Карл вторгся до Німеччини на чолі об'єднаної голландсько-іспанською армії, сподіваючись на відновлення влади імператора. Імператор особисто завдав вирішальної поразки протестантам в історичній битві під Мюльбергом у 1547 році. У 1555 Карл підписав мир в Аугсбурзі з протестантськими державами і відновив стабільність у Німеччині на принципах cuius regio, eius religio, позиція, непопулярна у іспанського та італійської духовенства. Карл спробував встановити в Німеччині роль Іспанії як захисника католицизму; цей прецедент призведе через сім років до участі у війні, яка приведе до кінця Іспанії як провідної держави Європи.
У 16-му столітті турки стали реальною загрозою для Європи. Османське завоювання Європи добилися значних успіхів з вирішальною перемогою на Мохачі. Карл волів ослабити османів через морську стратегію, що перешкоджатиме Османській висадці на венеційських володіннях у Східному Середземномор'ї. Тільки у відповідь на піратські рейди на східне узбережжя Іспанії, Карл особисто очолив рейд на Алжир (1541).

### Сен-Кантен
Карл V, законний син Філіпа II Іспанського (1556-98 р.), розділив австрійські володіння зі своїм дядьком Фердинандом. Філіп розглядав Кастилію як основу своєї імперії, але населення Кастилії (близько третини населення Франції) ніколи не було досить великим, щоб забезпечити солдатів, необхідних для підтримки імперії. Коли він одружився з Марією Тюдор, Англія була пов'язана з Іспанією.
Генріх II Валуа після коронації в 1547 відразу ж відновив конфлікт з Іспанією. Наступник Карла, Філіп II, також був прибічником війни проти Франції, розгромивши французьку армію в битві при Сен-Кантен в Пікардії в 1558 і перемігши Генрі знову в битві при Гравліні. Като-Камбрезький мирний договір, підписаний в 1559, визнавав іспанські інтереси в Італії. В урочистостях, які послідували за договором, Генріх був убитий. Франція зазнала протягом наступних тридцяти років хронічної громадянської війни і заворушень (див. Французькі релігійні війни) і припинила ефективну конкуренцію з Іспанією та сім'єю Габсбургів в європейських іграх влади. Звільнившись від ефективної протидії Франції, Іспанія зазнала апогею своєї могутності і територіального розширення в період 1559—1643.
Флорида була колонізована в 1565 Педро Менендес де Авіла після заснування Сент-Огастину, а потім відбулася швидка перемога над загоном французького капітана Жан Рібо і 150 його співвітчизниками, які намагались встановити французький плацдарм в Іспанській Флориді. Сент-Огастин швидко став стратегічною оборонною базою для іспанських кораблів із золотом і сріблом, що прямували до Іспанії з володінь у Новому Світі. 27 квітня 1565 перше постійне іспанське поселення на Філіппінах було засновано Мігель Лопес де Легаспі та відкрита служба Манільських галеонів. Манільські галеони перевозили крам зі всієї Азії через Тихий океан в Акапулько на узбережжі Мексики. Звідти крам перевантажували через Мехіко на іспанський срібний флот для відправки до Іспанії. Іспанський торговий пост у Манілі було створено для полегшення цієї торгівлі в 1572. Філіппіни разом з тихоокеанськими островами Гуам, Маріанськими островами і Каролінськими островами залишилися під контролем Іспанії до 1898.
Після перемоги Іспанії над Францією і початком релігійних війн у Франції амбіції Филипа II зросли. У 1565 іспанці перемогли османський десант на стратегічному острові Мальта, захистивши лицарів Святого Іоанна. У наступному році помер Сулейман Пишний і прийшов до влади менш здатний його син Селім II Мест. Сміливий Філіп вирішив розпочати війну з султаном. 1571 року іспанські та венеційські кораблі, до яких приєдналися добровольці зі всієї Європи, на чолі з незаконним сином Карла Хуаном Австрійським знищили османський флот у битві при Лепанто, яка, імовірно, була найрішучою битвою у сучасній військово-морській історії. Битва закінчилася знищенням османської військово-морської гегемонії в Середземномор'ї.

### Європейські конфлікти (1571—1598)
У 1566 кальвіністи розпочали заворушення в Нідерландах, і війська під керівництвом герцога Альби були спрямовані в країну, щоб відновити порядок. У 1568 Вільгельм I Оранський, відоміший як Вільям Тихий, зробив невдалу спробу витиснути Альбу з Нідерландів. Ці бої зазвичай вважаються початком Вісімдесятирічної війни, яка закінчилася незалежністю Об'єднаних провінцій. Іспанія, яка отримувала найбільше багатство від Нідерландів і особливо з життєво важливого порту Антверпену, була зацікавлена у відновленні порядку і підтримці його у провінціях. У 1572 група повстанців — гези watergeuzen («Морські Жебраки») захопили низку голландських прибережних міст, заявили про свою підтримку Вільяма і засудили іспанську присутність.
Для Іспанії війна стала нескінченною трясовиною, іноді в буквальному сенсі. У 1574 іспанська армія на чолі з Луїс де Рекесенс-і-Сун'їга була вимушена зняти облогу Лейдена після того, як голландці зламали дамби, тим самим викликавши велику повінь. У 1576, отримавши рахунок від 80 000 окупаційної армії в Нідерландах, кошторис його флоту, який виграв при Лепанто, поряд зі зростаючою загрозою піратства у відкритому морі, зменшення його доходів від своїх американських колоній, Філіп був змушений визнати банкрутство. Армія в Нідерландах збунтувалася невдовзі після цього, захопивши Антверпен і розграбувавши південні Нідерланди, що спонукало кілька міст у раніше мирних південних провінціях приєднатися до повстання. Іспанія вибрала для ведення переговорів і умиротворення більшості південних провінцій підписання Арраської унії в 1579. Нідерланди у відповідь підписали Утрехтську Унію як союз між північними провінціями. Вони офіційно скасували владу Філіпа в 1581, коли прийняли Закон про Зречення.
Відповідно до угоди Арраської унії південні провінції Іспанських Нідерландів, наразі Валлонія і регіон О-де-Франс Франції, висловили свою лояльність до іспанського короля Філіпа II і визнали його генерал-губернатора, Дон Хуана Австрійського. У 1580 це дало королю Філіпу можливість зміцнити своє становище, коли останній член португальської королівської родини, кардинал Енрике, помер. Філіп висунув свої претензії на португальський престол, а в червні герцога Альбу з армією відправлено в Лісабон, щоб підтвердити свої права. Хоча герцог Альба та іспанська окупація були не популярнішими в Лісабоні, ніж у Роттердамі, але об'єднана іспанська та португальська імперія під кермом Філіпа майже повністю розвідала Новий світ й мала величезну торговельну імперію в Африці та Азії. У 1582 Філіп II переніс свою резиденцію назад у Мадрид з Лісабону, де він тимчасово поселився, щоб заспокоїти своє нове Португальське королівство.
Потрібні були великі окупаційні війська, щоб тримати Португалію під контролем, але Іспанія ще не оговталася від банкрутства 1576. У 1584 Вільям Тихий був убитий католиками, смерть популярного голландського лідера опору мала покласти край війні. Але цього не сталося. У 1586 королева Єлизавета I Англійська висловила підтримку протестантам у Нідерландах і Франції, і сер Френсіс Дрейк почав напад на іспанських купців в країнах Карибського басейну та Тихоокеанського регіону, особливо агресивною атака була на порт Кадіс. 1588 року, сподіваючись покласти край втручанню Єлизавети, Філіп послав Іспанську Армаду напасти на Англію. Сприятлива погода, краще озброєні англійські кораблі і те, що англійці були попереджені своїми шпигунами в Нідерландах й були готові до атаки, призвело до поразки Армади. Але провал експедиції Дрейка-Норріса в Португалію та на Азорські острови в 1589 став поворотним пунктом у англо-іспанській війні 1585—1604. Іспанський флот став ефективнішим у транспортуванні, значно збільшилася кількість срібла і золота з Америки, в той час як англійські напади зазнали невдач.
Іспанія втрутилась у релігійну війну у Франції після смерті Генріха II. У 1589 Генріх III, останній з Валуа, помер у Парижі. Його наступник, Генріх IV Наваррський, перший Бурбон король Франції, був людиною великих здібностей, здобувши ключові перемоги проти Католицької ліги в Арці (1589) й Іврі (1590). Намагаючись зупинити Генріха Наваррського стати королем Франції, Іспанія відправила військо з Нідерландів і вторглася до Франції в 1590.

### Бог це Іспанія (1596—1626)
Зіткнувшись з війною проти Англії, Франції та Нідерландів, кожна під керівництвом здатних лідерів, збанкрутіла імперія виявилася нездатною конкурувати з сильними супротивниками. Напади піратів на судна у Атлантиці і дорогі колоніальні підприємства змусили Іспанію переглянути свої борги в 1596. Корона намагалася зменшити участь у різних конфліктах, насамперед підписавши Вервенський мир з Францією в 1598, визнаючи Генріха IV (з 1593 католика) як короля Франції і відновлюючи дію багатьох положень попереднього Като-Камбрезького мирного договору. Англія, страждаючи від низки невдач на морі і нескінченної партизанської війни з католиками в Ірландії, які були підтримані Іспанією, погодилася на Лондонський договір, 1604, після вступу на трон поступливішого Стюарта короля Якова I.
Чума спустошила землі Кастилії у 1596—1602, що призвело до загибелі близько 600.000 чоловік. Велика кількість кастильців вирушила до Америки або померла на війні. У 1609 більшість морисків були виселені. Вважається, що Кастилія втратила близько 25 % населення між 1600 і 1623. Таке різке падіння населення означало падіння доходів Корони, і Кастилія була небезпечно ослабленою в момент, коли була зайнята в безперервних конфліктах в Європі.
Мир з Англією і Францією дав можливість Іспанії зосередити свою енергію на відновленні своєї влади у голландських провінціях. Голландцям на чолі з Морицом Нассау, сином Вільяма Тихого і, можливо, найбільшого стратега свого часу, вдалося зайняти низку прикордонних міст з 1590, у тому числі фортецю Бреда. Після миру з Англією новий іспанський керманич Амброджо Спінола натиснув на голландців і був позбавлений можливості завоювання Нідерландів тільки через банкрутство Іспанії в 1607. У 1609між Іспанією і Сполученими провінціями було підписане Дванадцятирічне перемир'я. Вся ця низка угод має назву  Pax Hispanica.
Під час перемир'я Іспанія зазнала відновлення , приведши фінанси до ладу і зробивши багато чого, щоб відновити свій престиж і стабільність напередодні останньої великої війни, в якій вона буде відігравати провідну роль. Філіп III, наступник Філіпа II, був людиною обмежених здібностей, не цікавився політикою і волів делегувати управління імперією іншим , зокрема його головному міністру герцогу Лерма.
Герцог Лерма (і значною мірою Філіп II) були зацікавлені в справах свого союзника, Австрії. У 1618 король замінив посла у Відні на Дон Бальтазар де Суніга. Дон Бальтазар вважав, що шлях до відродження не є союз з Францією або Голландією, а союз з Габсбурзькою Австрією. У 1618, починаючи з Празької дефенестрації, Австрія та імператор Священної Римської імперії Фердинанд II почали кампанію проти Протестантського союзу і Богемії. Дон Бальтазар закликав Філіпа приєднатися у війні до австрійських Габсбургів, і Спінола, висхідна зірка іспанської армії в Нідерландах, був спрямований на чолі армією у Фландрію. Таким чином, Іспанія вступила в тридцятирічну війну.

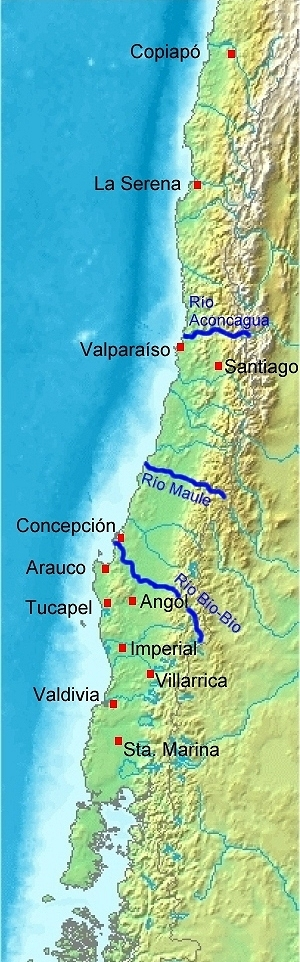
Іспанські поселення в Чилі до Знищення Семи Міст, в 1604 всі населені пункти на південь від річки Біобіо, за винятком Чилійського архіпелагу

У 1621 Філіпа III змінив значно релігійніший Філіп IV. Наступного року дон Бальтазар був замінений граф-герцогом Гаспар де Гусман Оліварес, досить чесною і здібною людиною, яка вважала, що всі біди Іспанії через Нідерланди. Після деяких початкових невдач чехи були розбиті на Білій горі у 1621 і в Штадтлоні в 1623. Війна з Нідерландами була відновлена в 1621 після захоплення Спінолою фортеці Бреда в 1625. Втручання Крістіан IV Данського у війну могло змінити результат (Крістіан був одним з небагатьох монархів Європи, якому не варто було турбуватися за своє фінансове становище), але перемоги імператорського генерала Альберта Валленштейна над датчанами при Дессау і на Луттері (теж у 1626) усунули цю загрозу.
В Мадриді існувала надія, що Нідерланди, може, нарешті увійдуть до складу імперії, а після поразки данських протестантів в Німеччині здавалося, що повстання придушене. Франція знову зазнала час слабкості (відома облоги Ла-Рошелі з 1627), піднесення Іспанії було зрозуміло. Граф-герцог Оліварес висловився: «Бог це Іспанія і піклується за наш народ у ці дні».
У 1599 Іспанська імперія зазнала однієї з найбільших невдач в Америці, коли тубільці мапуче знищили іспанську армію в Чилі і вбили губернатора Мартін Гарсія де Лойола Онез в битві при Куралаба. Ця подія призвела до загального повстання, яке закінчилося знищенням семи міст і встановлення кордону річкою Біо-Біо. Це призвело до тривалої Арауканської війни, і південна частина Чилі отримала назву Flandés Indiano (індіанська Фландрія) через опір мапуче. Це є унікальним випадком для Америки, коли Іспанія створила в Чилі професійну армію , яка фінансувалася за рахунок віце-королівства Перу.

### Шлях до Рокруа (1626—1643)
Оліварес був людиною поза часом: він зрозумів, що Іспанії, необхідні реформи, і реформам потрібен мир. Знищення Об'єднаних провінцій Нідерландів було додано у список першої необхідності, тому що в основі кожної анти-Габсбурзької коаліції були голландські гроші. Голландські банкіри фінансували Ост-Індських купців Севільї, і скрізь у світі голландські підприємці та колоністи підривали іспанську та португальську гегемонію.
Спінола та іспанська армія були зосереджені у Нідерландах, тому війна, здавалося, йшла на користь Іспанії. Але у 1627, відбувся крах кастильської економіки. Габсбурги вдалися до псування монет, щоб заплатити за війну і ціни пішли в гору, як вони були в попередні роки в Австрії. До 1631, Кастилія працювала на бартерній економіці через валютну кризу, і уряд не в змозі був збирати значні податки з селянства, доводилося покладатися на доходи від колоній. Іспанська армії, перейшла на самозабезпечення.
Оліварес підтримав деякі реформи оподаткування в Іспанії до кінця війни, але був звинувачений в бездарній і безплідній війні в Італії. Голландці, які за дванадцять років «перемир'я» зробили модернізацію військово-морського флоту, (який показав свою ефективність в битві при Гібралтарі 1607 року), зуміли завдати великого удару іспанській морській торгівлі з захопленням скарбів флоту капітан Піт Гайн, після чого Іспанія зазнала економічного краху.
Іспанські війська були розпорошені всією Європою, а також на морі, вони намагалися захистити морську торгівлю проти значно покращеного голландського і французького флотів, у той же час вели боротьбу з Османською імперією та пов'язаними з нею барбарійськими піратами в Середземному морі. У 1625, іспано-португальський флот, під командуванням адмірала Фрадіке де Толедо, відновив владу над стратегічно важливим бразильським містом Сальвадор-да-Баїя відвоювавши його у голландців. В інших місцях, ізольовані і ослаблені португальські форти в Африці та Азії виявилися вразливими для голландських і англійських рейдів, були захоплені або просто втратили важливість як пости торгівлі.
У 1630, Густав II Адольф Ваза шведський, висадився в Німеччині і звільнив порт Штральзунд, останній оплот континентальних німецьких військ, воюючих проти імператора. Густав потім вирушив на південь і виграв битви під Брайтенфельдом і Лютценом, чим отримує дедалі більше протестантської підтримки. Ситуація для католиків покращилася після смерті Густава в Люцені в 1632, і ключової перемоги під Нордлінгом (1634). З позиції сили, імператор підійшов до змучених війною німецьких держав з миром в 1635: багато з них підписали, у тому числі дві найпотужніші, Бранденбург і Саксонія. Після цього Франція вступила в гру, і дипломатичні розрахунки були сплутаними.
Кардинал Рішельє Франції був рішучим прихильником Голландії і протестантів з початку війни, пробуючи зупинити Габсбургів в Європі. Рішельє вирішив, що недавно підписаний Празький мир суперечить інтересам Франції і оголосив війну імператору Священної Римської імперії та Іспанії, через декілька місяців новий мир було підписано. У війні, досвідченіші іспанські війська спочатку мали успіх. Оліварес на хвилі блискавичної кампанії в північній Франції з Іспанських Нідерландів, сподівався скасувати резолюцію короля Людовика XIII і повалити Рішельє. У 1636, іспанські війська просунулися далеко на південь, до міста Корбі, тим самим поставили під загрозу Париж, війна була близька до завершення на іспанських умовах.
У 1636, Оліварес зупинився заздалегідь, побоюючись спровокувати наступне банкрутство корони. За цей час французькі війська перегрупувалися і витиснули Олівареса назад до іспанських кордонів. Іспанська армія ніколи більше не проникала так глибоко на землі Франції. У битві Даунс в 1639, іспанський флот з військами було знищено голландським флотом, й Іспанія виявилися не в змозі забезпечити і зміцнити свої війська в Нідерландах. Армія Фландрії, яка складалась з найкращих іспанських вояків і керманичів, зазнала французького нападу на чолі з Луї II в північній Франції в Рокруа в 1643. Іспанці, на чолі з Франсиско де Мело, були переможені французами. Цей бій був бійнею, але іспанці були змушені здатися на почесних умовах. Високу репутацію армії у Фландрії було скасовано в Рокруа, а разом з ним, велич Іспанії.

## Останні іспанські Габсбурги (1643—1713)

### Війна з французами
Традиційно, битва Рокруа (1643), істориками вважається як кінець іспанського панування в Європі, але війна не була закінчена. За підтримки Франції, каталонці, неаполітанці і португальці розпочали повстання проти Іспанії в 1640-ві роки. З Іспанськими Нідерландами, затиснуті між французькими і голландськими військами після битви під Лансом в 1648, Іспанія уклала мир і визнала незалежність Сполучених провінцій за Вестфальським миром, який закінчив Вісімдесятирічну і Тридцятирічну війну.
Війна з Францією тривала ще одинадцять років. Хоча Франція страждала від громадянської війни 1648-52 (див. війни Фронди) Іспанська економіка була настільки виснажена, що була не в змозі ефективно впоратися з війнами на стількох фронтах. Але зниження іспанського впливу в цей період часто завищені. Іспанія відвоювала Неаполь в 1648 і Каталонію у 1652, але війну завершено в битві в дюнах(1658), де французька армія під кермом віконта Тюренна перемогла залишки іспанської армії в Нідерландах. Іспанія погодилася на Піренейський мир у 1659, за яким Руссільон і Артуа відійшли до Франції.

### Втрата Португалії
Португалія повстала в 1640 році під керівництвом Жуана Браганського, претендента на трон. Він отримав широку підтримку з боку португальського народу, й Іспанія, яка мала справу з повстаннями в інших країнах, поряд з війною проти Франції — була не в змозі адекватно реагувати. Жуан зайняв трон як португальський король Жуан IV. Іспанія та Португалія співіснували в умовах де-факто миру з 1644 до 1656. Коли Жуан IV помер в 1656, Іспанія спробувала повернути Португалію у його сина Афонсу VI португальського, але зазнала поразки при Амейшьялі (1663) і Монтеш Кларуші (1665), що призвело до визнання Іспанією незалежності Португалії в 1668 році.

### Інше
Іспанія як і раніше була величезною імперією, Франція стала наддержавою в Європі та Сполучені провінції в Атлантиці.
За часів Великої Чуми Севільї (1647—1652) загинуло до 25 % населення Севільї. Економіка Севільї та й Андалусії, ніколи не оговталася від такого повного спустошення. Всього Іспанія втратила 500,000 осіб, з трохи менше 10 мільйонів, або майже 5 % всього населення.
Регентство молодого іспанського короля Карл II було некомпетентним у розв'язанні Деволюційної війни, що Людовик XIV французький розпочав проти Іспанських Нідерландів в 1667-68, втративши значний престиж і територію, в тому числі міста Лілль і Шарлеруа. У франко-голландській війні 1672—1678, Іспанія втратила ще землі, коли вона прийшла на допомогу своїм колишнім голландським ворогам, перш за все Франш-Конте. У дев'ятирічній війні (1688—1697) Луїс знову вдерся до Іспанських Нідерландів. Французькі війська на чолі з герцогом Люксембурзьким перемогли іспанців на Флерюсі (1690), а потім перемогли голландські війська під кермом Вільгельма III Оранського, який воював на боці Іспанії. Війна закінчилася французькою окупацією більшої частини Іспанських Нідерландів, в тому числі таких важливих міст як Гент і Люксембург.
Останні десятиліття 17-го століття побачили повний розпад і застій в Іспанії, у той час як інші країни Західної Європи пройшли через відомі зміни в уряді та суспільстві- Славетна революція в Англії і правління Короля-Сонця у Франції — Іспанія, як і раніше прямувала за течією. Іспанська бюрократія, яка була побудована навколо харизматичних, працьовитих і розумних Карла I і Філіпа II зажадали сильного і працьовитого монарха; слабкість і відсутність інтересу Філіпа III і Філіпа IV сприяли занепаду Іспанії. Карл II був розумово відсталим й імпотентом. Тому він був бездітним, врешті-решт він залишив свій трон Бурбону принцу Філіпу Анжуйському, замість того, щоб передати Габсбургам хоча б австрійським. Це призвело до війни за іспанську спадщину.

## Бурбони Іспанської імперії: реформи та відновлення (1713—1808)
В Утрехтських договорах (11 квітня 1713), європейські держави вирішили, що доля Іспанії буде залежати від континентального балансу сил. Новий король Філіпп V Бурбон зберіг Іспанську колоніальну імперію, але поступився Іспанськими Нідерландами, Неаполем, Міланом, і Сардинією на користь Австрії; Сицилією і частиною Мілана на користь Савої і Гібралтаром та Меноркою на користь Великої Британії.
Катастрофічні наслідки війни Четверного союзу, 1718-20, підтвердили слабкість імперії. Крім того, Філіп V передав Британії виключне право на работоргівлю в Іспанській Америці протягом тридцяти років, так зване Asiento, а також ліцензію на торгівлю в портах іспанських колоній. Економічне та демографічне відновлення Іспанії було вельми повільно в останні десятиліття правління Габсбургів, повільне зростання її торгівлі і набагато швидші темпи зростання незаконної торгівлі протягом цього періоду, хоча це зростання було повільніше, ніж у її північних конкурентів, які отримали збільшення незаконного доступу до ринків Іспанської колоніальної імперії. Надзвичайно важливо, що це відновлення не призвело до інституційних поліпшень через некомпетентність керівництва останніх Габсбургів. Ця спадщина занепаду була віддзеркалена в перші роки правління Бурбонів, в цей час військові необачно вступили в бій проти Четверного союзу. Після війни нова монархія Бурбонів була набагато обережнішою в підході до міжнародних відносин, побудованих на сімейному союзі з французькими Бурбонами, і продовжували запроваджувати програму інституційного оновлення.
З Бурбонською династією прийшли й Бурбонські меркантильні ідеї, спрямовані на централізовану державу, введених в дію в Америці спочатку повільно, але зі зростанням імпульсу протягом століття (див. Просвітництво в Іспанії). Іспанські Бурбони мали намір порушити владу вкоріненої аристократії креолів в Америці, і, в кінцевому підсумку, послабити тамтешню владу Товариства Ісуса над практично не залежною теократією Гуарані Місьйонес: єзуїти були вигнані з іспанської Америки в 1767. На додаток до встановлення consulados в Мехіко і Лімі, твердий контроль над місцевими поміщиками, новий суперник consulado було створено в Веракрус.
Відразу ж в уряді Філіп створив міністерство військово-морського флоту й Індій (1714), а також Першу Гондураську компанію (1714), Каракаську компанію, Гуїпузкоанську компанію (1728) і, найуспішнішу- Гаванську компанію (1740). У 1717-18 адміністрації для управління Індіями — Каса-де-Контратасьйон та Рада Індій, які регулювали інвестиції були перенесені з Севільї в Кадіс, який став єдиним портом для всієї Індійської торгівлі. Індивідуальні рейси на регулярній основі повільно витісняють старі звичні збройні конвої, але до 1760-ті років існували регулярні конвої судів курсуючих Атлантикою між Кадісом і Гаваною і Пуерто-Рико, і пізніше в Ріо-де-ла-Плата, де додатково намісництво було створено в 1776.
В цей час відбулося два заворушення: повстання Тупак Амару II в Перу в 1780 і повстання Комунерос у Новій Гранаді, які підкреслили необхідність реформ.

### Процвітання вісімнадцятого століття

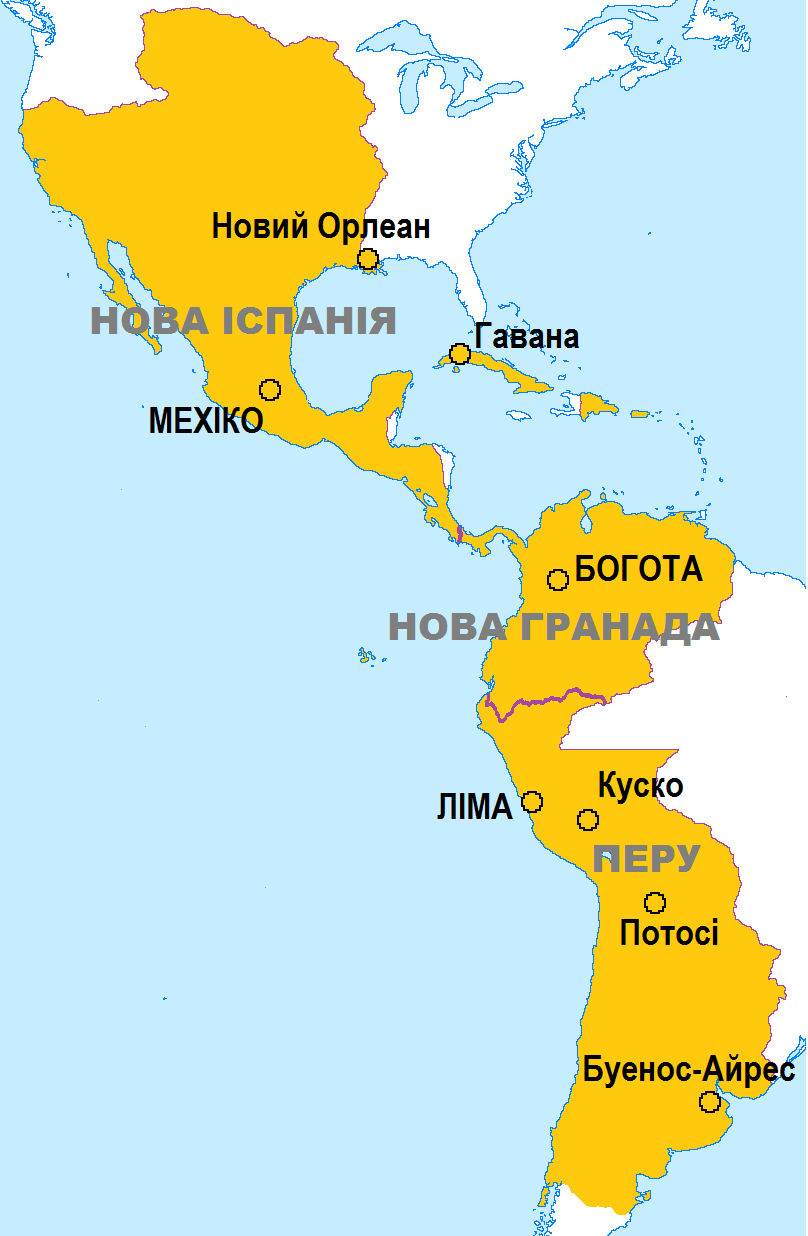
Іспанські колонії в Новому Світі (1764)

Але, величезна імперія в Америці та Азії не могла бути другорядною на світовій арені. 18-е століття, було століттям розквіту Іспанської імперії за кордоном, бо торгівля постійно зростала, особливо у другій половині століття, після початку реформ Бурбонів. Важлива перемога Іспанії у битві при Картахені проти британського флоту, допомогла пануванню Іспанії в Америці до XIX століття.
Швидкий розвиток торгівлі з середини 1740-х до Семирічної війни (1756-63), пояснюється успіхом Бурбонів у припиненні незаконної торгівлі. З ослабленням контролю над торгівлею після Семирічної війни, морська торгівля в рамках імперії знову почала розширюватися, що призвело до надзвичайних темпів зростання в 1780-х роках.
Закінчення Кадиської торгової монополії в Америці призвело до відродження іспанського виробництва. Найпомітнішим було швидко зростаюча текстильна промисловість Каталонії, яка до середини 1780-х побачила перші ознаки індустріалізації. Це відбулося через появу незначного, політично активного комерційного класу в Барселоні. Цей економічний розвиток вельми контрастував до відносної відсталості більшості земель. Більшість поліпшень відбулося навколо великих прибережних міст і великих островів, на кшталт Куби, зі своїми плантаціями, а також від відновлення зростання видобутку дорогоцінних металів в Америці. З іншого боку, більшість сільських поселень Іспанії та її імперії, де основна маса населення жила у відносно відсталих умовах у 18-му столітті порівняно зі західноєвропейськими стандартами, посилені старими звичаями та ізоляцією. Продуктивність сільського господарства залишалася низькою, попри зусилля з впровадження нових методів, але через те що більша частина селян були незацікавлені у результатах праці через потужну експлуатацію. Також уряд був непослідовним у своїй політиці. Хоча було істотне поліпшення до кінця XVIII століття, Іспанія, як і раніше залишалася економічно відсталою. Імперія вельми важко забезпечувала крамом сильно зростаючі ринки своєї імперії.
Інституційні реформи Бурбонів показали свою плідність коли іспанські війська легко відвоювали Неаполь і Сицилію від австрійців у 1734 (Війна за польську спадщину 1733-1735) і зірвали британську кампанію захоплення стратегічного міста Картахени і Куби під час війни за вухо Дженкінса (1739-42). Більше того, хоча Іспанія втратила території, через успішні десантні британські операції в кінці Семирічної війни (1756-63), вона спробувала відновити ці втрати і захопити британські військово-морські бази на Багамах під час американської війни за незалежність (1775-83).
Велика частина сьогоднішніх земель Бразилії була проголошена іспанською, після початку розвідки навігації Амазонкою у 1541-42, Франсиско де Орельяна. Багато іспанських експедиції вивчили велику частину цього величезного регіону, особливо в областях, близьких до основних іспанських поселень. Протягом 16 та 17 століть іспанські солдати, місіонери і авантюристи створили громади, у Парані, Санта-Катаріні, Сан-Паулу і фортеці на північно-східному узбережжі за для захисту від Франції та Голландії. Ці ізольовані іспанські групи в кінцевому підсумку були інтегровані в бразильське суспільство. Лише деякі кастильці, які мешкали у спірних областях Пампасів Ріу-Гранді-ду-Сул змішалися з індіанцями, португальцями і неграми, які прибули в регіон у 18 столітті. Іспанцям було заборонено рабство індіанців. Бургоські закони (1512) і Нові Закони (1542) були спрямовані на захист інтересів тубільців. Хоча за фактом іспанці часто зловживали примусовою працею з метою експлуатації тубільців, ці закони запобігали широкому формальному поневоленню індіанців на іспанських володіннях. Португальсько-бразильці работоргівці, бандейранти, мали перевагу у доступі від гирла річки Амазонки, яке було на португальському боці Торделсильянської лінії. Один відомий напад на іспанську місію в 1628, призвело до поневолення близько 60 000 індіанців. У 18-му столітті більша частина іспанської території перебуває під контролем де-факто Португальської Бразилії. Ця реальність була визнана з правової точки передачею суверенітету в 1750 більшої частини Амазонії і прилеглих земель до Португалії за Мадридським договором. Це призвело до війни Гуарані у 1756.
Каліфорнійська місія була запланована на 1769. Криза Нутка (1789—1791) виникла через суперечку між Іспанією і Великою Британією про британське поселення в окрузі Орегон в Британській Колумбії. У 1791, король Іспанії відправив Алессандро Маласпіна з метою пошуку Північно-Західного проходу.
Іспанська імперія так і не повернулась до колишньої могутності, але оговталася від темних днів на початку XVIII століття, коли імперія була, особливо в континентальних питаннях, залежна від політичних позицій інших держав. Мирніше століття дозволило імперії відновити і почати тривалий процес модернізації її інститутів та економіки. Демографічний спад 17-го століття було ліквідовано. Претензії середньої верстви населення на владу не могли бути проігноровані. Але час грав вже проти імперії. Зростання торгівлі та багатства в колоніях викликало посилення політичної напруженості, Рекомендації Маласпини перетворити імперію у вільнішу конфедерацію, щоб покращити управління і торгівлю, з тим, щоб придушити зростаючу політичну напруженість між елітами периферій імперії і центром було ігноровано монархією, яка боялася втратити контроль. Але всі пропозиції були даремні через проблеми в Європі на рубежі XVIII століття — французьку революцію і наполеонівські війни.

## Сутінки глобальної імперії
Першою великою територіальною втратою Іспанії в 19 столітті — передача Франції величезної і дикої Луїзіани, яка тягнулася на північ до Канади і була іспанською з 1763, відповідно до умов договору Фонтенбло. Франція, при Наполеоні, забрала володіння в рамках Договору Сан-Ільдефонсо в 1800 і продала його США (Купівля Луїзіани, 1803).
Руйнування основного французько-іспанського флоту, в Трафальгарській битві (1805) підірвали здатність Іспанії захищати й утримувати свою імперію. Пізніше вторгнення наполеонівських військ в Іспанію в 1808 (див. Війна на Пиренейському півострові) відрізали ефективний зв'язок з імперією. Але це була внутрішня напруженість, яка в кінцевому рахунку знищила імперію в Америці.
Продаж Наполеоном у 1803, Луїзіани, Сполученим Штатам викликало прикордонні суперечки між США та Іспанією, що призвело до повстання в Західній Флориди (1810) і в решті частини Луїзіани в гирлі Міссісіпі, що призвело до продажі усієї Флориди, за Адамс-Оніським договором (1819). У 1806, барон Микола Рєзанов спробував провести переговори між Російсько-Американською компанією і віце-королівством Нова Іспанія, але його передчасна смерть в 1807, звела нанівець ці починання.
У 1808, Наполеон змушений зректися Іспанської корони і посадити свого брата на трон, але його непопулярність викликала повстання іспанського народу і початок партизанської війни, що призвело до вакууму влади, тривалістю до десяти років, і потрясінь протягом декількох десятиліть, громадянської війни через суперечку про правонаступництво, створення республіки, і, нарешті, встановлення ліберальної демократії. Іспанія втратила всі колоніальні володіння в першій третині століття, за винятком Куби і Пуерто-Рико, Філіппін, Гуаму та прилеглих островів Тихого океану, а також Сеути і Мелільї, і деяких островів, що пізніше стануть частиною Іспанської Гвінеї.
Війни за незалежність іспанських колоній в Америці були викликані британською спробою захопити віце-королівство Ріо-де-ла-Плата у 1806. Віце-король відійшов у гори, коли зазнав поразки від невеликої британської армії. Проте, креольські ополченці і колоніальна армія перемогли британські війська в 1807, і на кшталт північноамериканських революціонерів розпочали створювати незалежну державу. Далі відбулася низка визвольних війн, які привели до незалежності Парагваю (1811) та Уругваю (1815, але згодом під владою Бразилії до 1828). Хосе де Сан-Мартін виступив за свободу Аргентини (1816), Чилі (1818) і Перу (1821). Далі на північ Симон Болівар зібрав війська, які вибороли незалежність для земель сьогоденної Венесуели, Колумбії (тоді Нової Гранади, Еквадору і Болівії (тоді Альто Перу) у 1825. У 1810, Мігель Ідальго, проголосив Мексиканську незалежність, яку виборов у 1821. Центральна Америка заявила про свою незалежність в 1821 і увійшла до складу Мексики на короткий час (1822—1823). Панама проголосила незалежність в 1821 році і увійшла у об'єднану Нову-Гранаду, Еквадор та Венесуелу у формі республіки Велика Колумбія (1821—1903). Санто-Домінго також оголосила про свою незалежність в 1821 і почала переговори про включення в склад Республіки Болівара Великої Колумбії, але була швидко окупована Гаїті, і була у її складі до революції 1844. Таким чином, тільки Куба і Пуерто-Рико залишалися під іспанською владою в Новому Світі.
У спустошеній Іспанії після наполеонівської епохи створився політичний вакуум, розвалився будь-який традиційний консенсус з питання про суверенітет, частин країни на політичному та регіональному рівнях і розв'язаної війни і суперечки між прогресивістами, лібералами і консерваторами. Нестабільність вплинула на розвиток Іспанії, яка почала набирати обороти в минулому столітті. Короткий період поліпшення відбувся в 1870-х роках, коли здібному Альфонсо XII іспанському та його міністрам вдалося відновити деякий авторитет в іспанській політиці, але ця спроба була перервана ранньою смертю Альфонсо.
Підвищення рівня націоналізму, антиколоніальні повстання в різних колоніях завершилися іспансько-американською війною 1898 року, яка стосувалась насамперед Куби. Військові поразки призвели до незалежності Куби і поступки, Пуерто-Рико, Філіппіни та Гуам на користь Сполучених Штатів. 2 червня 1899, капітулював останній іспанський гарнізон на Філіппінах, розташований у Балер, Аврора, фактично завершивши приблизно 300 років іспанської гегемонії на цьому архіпелазі. Іспанія потім продала її Тихоокеанські володіння Німеччині в 1899, зберігши тільки свої африканські землі.

## Володіння в Африці

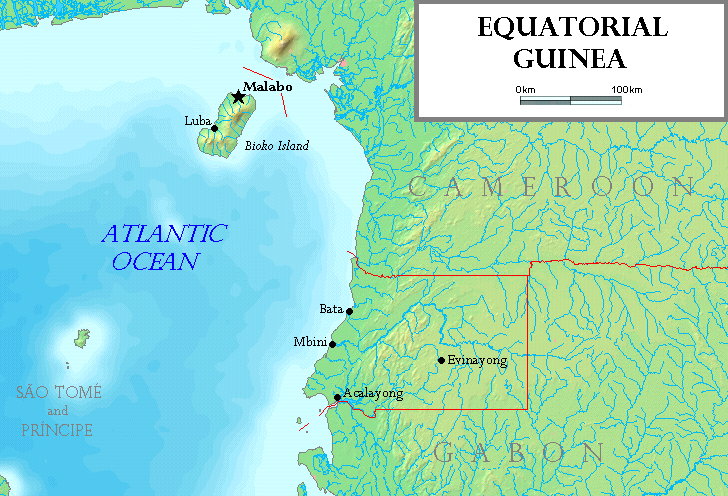
Мапа Екваторіальної Гвінеї

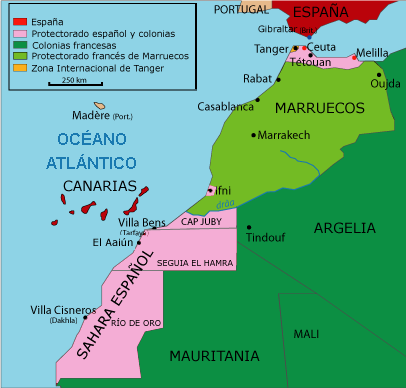
Західна Сахара і Марокко

У 1481, папською буллою Æterni regis були надані всі землі на південь від Канарських островів Португалії.
Іспанська експансіоністська політика в Північній Африці почалася з католицьких королів і регента Франсіско Хіменес де Сиснероса, тільки-но Реконкіста на Піренейському півострові була закінчена. Таким чином, кілька міст і аванпостів на Північному узбережжі Африки були завойовані: Мелілья (завойована Педро де Естопіньян в 1497), Мерс-ель-Кебір (1505), Пеньйон-де-Велес-де-ла-Гомера (1508), Оран (1509), Алжир (1510), Беджая (1510) і Триполі (1511). На Атлантичному узбережжі, Іспанія заволоділа форпостами Санта-Крус-де-Мар Пекена (1476) і Вілла Сіснерос (заснований в 1502 в сьогоденній Західній Сахарі і згодом залишено). У першій половині 17 століття, Лараше і Ла Мамора на марокканському узбережжі Атлантики, і острова Пеньйон-де-Алусемас, в Середземному морі, були зайняті.
Але, за часів правління Карла V розпочалося зниження присутності Іспанії у Північній Африки, але Туніс і його порт, Ла Голета, були захоплені в 1535. Один за одним, більшість з іспанських володінь було втрачено: Пеньйон-де-Велес-де-ла-Гомера (1522), Санта-Крус-де-Мар Пекена (1524), Аргіерс (1529), Триполі (1551), Буджа (1554), і Ла-Голета і Туніс (1569). У другій половині 17 століття, Лараше і Ла Мамора були втрачені.
До кінця 17 століття, тільки Мелілья, Пеньйон-де-Алусемас, Пеньйон-де-Велес-де-ла-Гомера (які були окуповані ще раз у 1564), Сеута (частина Португальської імперії з 1415 року, ухвалило рішення зберегти свої зв'язки з Іспанію після скасування Іберійського Союзу; формальна належність Сеути до Іспанії була визнана Лісабонським договором, 1668), Оран і Мерс Ель Кебір залишилася іспанськими володіннями в Африці. Останні міста були втрачені в 1708, відвойовані у 1732 і продані Карлом IV в 1792.
В 1778, острови Фернандо По (зараз Біоко), прилеглі до нього острови, і комерційні права на материкові землі між річками Нігер і Огове були передані Іспанії португальцями в обмін на території в Південній Америці (Договір Ель Пардо).
В 1848, іспанські війська окупували Чафарінас.
В 1860, після Тетуанської війни, Марокко поступилося Сіді-Іфні Іспанії за Танжерським договором, на підставі старої застави Санта-Крус-де-ла-Мар Пекена, що наразі є Сиди Іфні. У наступні десятиліття франко-іспанської співпраці призвело до створення і розширення іспанського протекторату на південь від міста, і іспанський вплив отримав міжнародне визнання за Берлінською конференцією 1884: Іспанія отримала Сиди Іфні і Західну Сахару. Іспанія має протекторат над берегах Гвінеї від мису Боядор до Рас-Нуадибу. Ріо-Муні став протекторатом у 1885 і колонією в 1900. Суперечливі вимоги до материкової Гвінеї були врегульовані в 1900 за Паризьким договором.
Після короткої війни в 1893, Іспанія розширила свій вплив на південь від Мелільї.
В 1911, Марокко було поділено між Францією та Іспанією. Рифські бербери повстали на чолі з Мухаммед ібн Абд аль-Крім аль-Хаттабі, колишнім офіцером іспанської адміністрації. Битва при Анвалі (1921) була раптовою, серйозною, і майже фатальною, військовою поразкою іспанської армії проти марокканських повстанців. Повстання підкреслило повну корумпованість та некомпетентність військових і дестабілізувало іспанський уряд, що призвело до диктатури. Іспанські війська разом з французькими придушили Рифське повстання в 1925, але великою ціною для обох сторін. У 1923, Танжер було оголошено міжнародним містом під французьким, іспанським, британським, а потім й італійським спільним управлінням. Африканська армія, на чолі з ветераном марокканської кампанії, Франсіско Франко, розпочала громадянську війну в Іспанії (1936—1939). Між 1926 і 1959, Біоко і Ріо-Муні були об'єдинані, як колонія Іспанська Гвінея. Під час Другої світової війни присутність французів режиму Віші в Танжері було скасовано, Франкістською Іспанією.
Іспанії бракувало багатства і інтересу до розвитку великої економічної інфраструктури в її африканських колоніях в першій половині 20 століття. Разом з тим, на острові Біоко, Іспанія створила великі плантації какао, для яких тисячі нігерійських робітників були привезені як робоча сила. Іспанія також допомогла Екваторіальній Гвінеї досягти одного з найвищих на континенті рівня грамотності і розвиненню мережі закладів охорони здоров'я.
У 1956, коли Французьке Марокко стало незалежною, Іспанія також надала Іспанському Марокко незалежність, але зберегла контроль над Сиди Іфні, сектор Тарфайя і Іспанською Сахарою. Марокканський султан (згодом король) Мухаммед V був зацікавлений у цих територіях і вторгся в Іспанську Сахару в 1957 (війна Іфні, або, ісп. Guerra Olvidada — Забута війна). У 1958, Іспанія поступилася сектором Тарфая на користь Мохаммеда V і об'єднала раніше окремі землі Сегієт-ель-Хамра (на півночі) і Ріо-де-Оро (на півдні) у провінцію Іспанська Сахара.
У 1959, іспанським володінням у Гвінейській затоці було надано статус, аналогічний статусу провінції у іспанській митрополії. Як Іспанська Екваторіальна область, вона перебувала під владою генерал-губернатора здійснюючого військову і цивільну владу. Перші місцеві вибори були проведені в 1959, і перші представники Екваторіальної Гвінеї сиділи в іспанському парламенті. Згідно з Основним Законом від грудня 1963, обмежену автономію було санкційовано за для спільного законодавчого органу на двох територіях провінцій. Назва країни було змінено на Екваторіальну Гвінею.
У березні 1968, під тиском націоналістів Екваторіальної Гвінеї та Організації Об'єднаних Націй, Іспанія оголосила, що надасть країні незалежності. У 1969, під тиском міжнародного співтовариства, Іспанія повернувся Сиди Іфні Марокко. Іспанський контроль над Іспанською Сахарою проіснував до 1975, закінчившись Зеленим маршем марокканських військ. Майбутнє цієї колишньої іспанської колонії, залишається невизначеним.
Канарські острови та іспанські міста на африканському материку вважаються рівними частині Іспанії та Європейського Союзу, але мають різні системи оподаткування без податку на додану вартість.
Марокко, як і раніше наполягає на своєму суверенітеті над Сеутою, Мелільєю, і Суверенні території Іспанії. Перехіль було окуповано 11 липня 2002, марокканською жандармерією і військами, але згодом було повернуто Іспанії.

## Спадщина
Іспанська мова і римсько-католицька церква були поширені в Америці, деяких частинах Африки та Іспанській Ост-Індії, через іспанську колонізацію яка почалася в 15 столітті. Вона також відігравала ключову роль у підтримці католицької церкви як провідної християнської конфесії в Європі, коли вона була під величезним тиском.
Довгий колоніальний період в Іспанській Америці призвів до перемішування народів. Більшість латиноамериканців в Америці мають змішане коріння американських індіанців і європейське походження, в той час як значна частина має африканське походження. Єдиними винятками є Аргентина та Уругвай, які зазнала велику європейську імміграцію в колоніальний період.
Разом з Португальською імперією, Іспанська імперія заклали основи глобальної торгівлі шляхом відкриття великих трансокеанських маршрутів торгівлі. Песо став першою глобальною валютою у світі.
Однією з особливостей цієї торгівлі був обмін великим масивом одомашнених рослин і тварин між Старим Світом і Новим. Деякі культури були введені в Америці: пшениця, ячмінь, яблука, велика рогата худоба, вівці, свині, коні, віслюки тощо. Старий Світ, отримав з Америки такі речі, як кукурудза, картопля, перець чилі, помідори і тютюн тощо. У результаті цих обмінів було значно поліпшено сільськогосподарський потенціал не тільки Америки, а й Європи та Азії.
Існував також культурний впливів, який можна побачити в усьому, від архітектури до їжі, музики, мистецтва і права, від Аргентини до південно-західних Сполучених Штатів.